# Chiro Zuria
Pour les articles homonymes, voir Chiro et Chiro (Éthiopie).
Chiro Zuria est un woreda de la région Oromia, en Éthiopie.
Sa population est de 169 912 habitants en 2007.
Chiro Zuria, Gemechis (en) et la ville de Chiro (anciennement Asebe Teferi) formaient un unique woreda appelé Chiro jusqu'au début des années 2000.

## Géographie
Situé dans la zone Mirab Hararghe (Ouest Hararghe) de la région Oromia, Chiro Zuria est le woreda rural qui entoure la ville de Chiro.
| Mieso        |             | Doba          |
|              | Chiro Zuria | Tulo          |
| Guba Koricha | Kuni        | Gemechis (en) |

Le mont Arba Gugu — point culminant de la zone Ouest Hararghe à 3 574 m d'altitude — se trouverait dans le woreda[réf. souhaitée].
Le woreda est desservi principalement par la route A10 Harar-Awash.
Cette route le relie notamment à Mieso qui est, à 25 km au nord de Chiro, la gare ferroviaire la plus proche.

## Histoire
Chiro est le nom d'origine d'Asebe Teferi. Ce n'était encore qu'un village au début du XXe siècle mais la ville d'Asebe Teferi fondée sur le site en 1924 se développera dans les années 1930[réf. souhaitée].
Jusqu'au début des années 2000, le woreda Chiro est bordé à l'est par la rivière Galetti qui le sépare de Mesela et de la zone Misraq Hararghe (Est Hararghe).
Chiro est divisé, au moins depuis le recensement de 2007, en trois woredas : la ville-woreda de Chiro, Gemechis (en) et Chiro Zuria.
Le woreda Chiro aurait eu une superficie totale de 1 786,88 km2 qui se partage désormais pour l'essentiel entre Gemechis et Chiro Zuria[réf. souhaitée].

## Démographie
D'après le recensement national de 2007 réalisé par l'Agence centrale de statistique d'Éthiopie, Chiro Zuria compte 169 912 habitants et toute sa population est rurale.
La majorité des habitants du woreda (83,7%) sont musulmans et 15,4% sont orthodoxes.
En 2022, la population du woreda est estimée à 237 521 personnes avec une densité de population de 335 personnes par km2 et 710 km2 de superficie.